# Мар’їно (Андреапольський район)
Мар’їно (рос. Марьино) — присілок в Андреапольському районі Тверської області Російської Федерації.
Населення становить 0 осіб. Входить до складу муніципального утворення Андреапольський округ.

## Історія
Від 2006 до 2019 року входило до складу муніципального утворення Хотилицьке сільське поселення.

## Населення
| 2002 | 2010 |
| ---- | ---- |
| 1    | ↘0   |